# Liste der Mitglieder der National Academy of Sciences/1869
Im Jahr 1869 wählte die National Academy of Sciences der Vereinigten Staaten 3 Personen zu ihren Mitgliedern.

## Neugewählte Mitglieder
- James Coffin (1806–1873)
- F. B. Meek (1817–1876)
- Simon Newcomb (1835–1909)